# MIFA Mitteldeutsche Fahrradwerke
Sachsenring Bike Manufaktur GmbH, vooral bekend onder de vroegere naam MIFA Mitteldeutsche Fahrradwerke, is een Duitse fietsenfabrikant in Sangerhausen (Saksen-Anhalt). Naast de eigen naam gebruikt het bedrijf de merknamen "BIRIA", "GRACE", "JUNG", "Steppenwolf", "VAUN" en "Zündapp".

## Geschiedenis
Het bedrijf, dat werd opgericht in 1907, werd in de jaren twintig enorm populair vanwege het succes in de wielersport. Tijdens de beide wereldoorlogen schakelde het bedrijf volledig over van fietsen naar bewapening. 
Na het einde van de Tweede Wereldoorlog werd de bouw van fietsen hervat door de Fahrradwerke Mifa der Sowjetischen Aktiengesellschaft „Awtowelo“, waaruit in 1950 VEB MIFA-Werk Sangerhausen ontstond. Vanaf de oprichting van de Duitse Democratische Republiek tot de overname door de Treuhandanstalt in 1990 werden meer dan negen miljoen fietsen afgeleverd, waarvan ongeveer 1,5 miljoen vouwfietsen, ook wel 'minifietsen' genoemd.
Het bedrijf, dat vanaf 1990 verder ging onder de afkorting MDF, was niet competitief op de wereldmarkt. Een herstart als Fahrradtechnik Sangerhausen GmbH in 1993 na de overname van machines en voorraden door twee investeerders uit Zwitserland mislukte na twee jaar.
In 1996 verwierven Peter Wicht en Michael Lehmann de meerderheid van de afsplitsingsconstructie, veranderden de naam in MIFA Mitteldeutsche Fahrradwerke GmbH en brachten het in 2004 naar de beurs als MIFA Mitteldeutsche Fahrradwerke AG.
Vanaf 2011 werd het productassortiment door acquisities uitgebreid met tal van merken. Met meer dan 500 medewerkers en een jaarlijkse productie van 400.000 fietsen was het bedrijf in 2013 de grootste werkgever in de zuidelijke Harz. In 2014 kwam het bedrijf echter in de problemen. Het afbreken van de onderhandelingen met het Indiase Hero Cycles, dat aanvankelijk had aangekondigd de meerderheid van de aandelen te zullen verwerven, werd gevolgd door een faillissement.
Ondanks de intrede van de familie rond de ondernemer Heinrich von Nathusius in december 2014 en de daaropvolgende omvangrijke investeringen, raakte het inmiddels als MIFA-Bike Gesellschaft mbH ingeschreven bedrijf in januari 2017 opnieuw insolvent. In juli 2017 werd aangekondigd dat de fietsenproductie werd verkocht en voortgezet als Sachsenring Bike Manufaktur. Op 17 november 2020 heeft dit bedrijf het faillissement aangevraagd.

## Merknamen

### Kwaliteits- en eigen merken
- "Barbarossa" en "Million" (1907-1912)
- "MIFA" of "Mifa" (vanaf 1912)
- "Exclusiv" (1980-1990) DDR-exportfietsen
- "Steppenwolf" (sinds verwerving van merkrechten in 2012)
- "GRACE" (sinds de overname van de gelijknamige e-bike-fabrikant in 2012)
- "VAUN" (sinds 2016)

### Handelsmerken voorpostorder, bouw- en supermarkten
- "Cyco"
- "Germatec"
- "FunLiner"
- "McKenzie"
- "BIRIA" (sinds de verwerving van de merkrechten van het voormalige Biria in 2006), vaak met de toevoeging "made by MIFA"
- "JONG"
- "Zündapp" (merknaam van de voormalige motorfietsfabrikant Zündapp, in gebruik sinds circa 2014)

## Modellen (selectie)

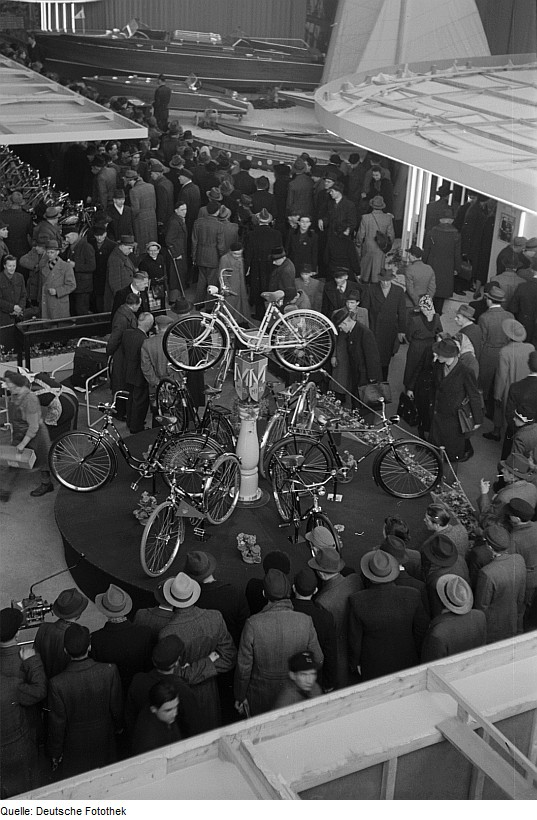
Fietsen op de MIFA-stand op de Leipziger Messe in 1951
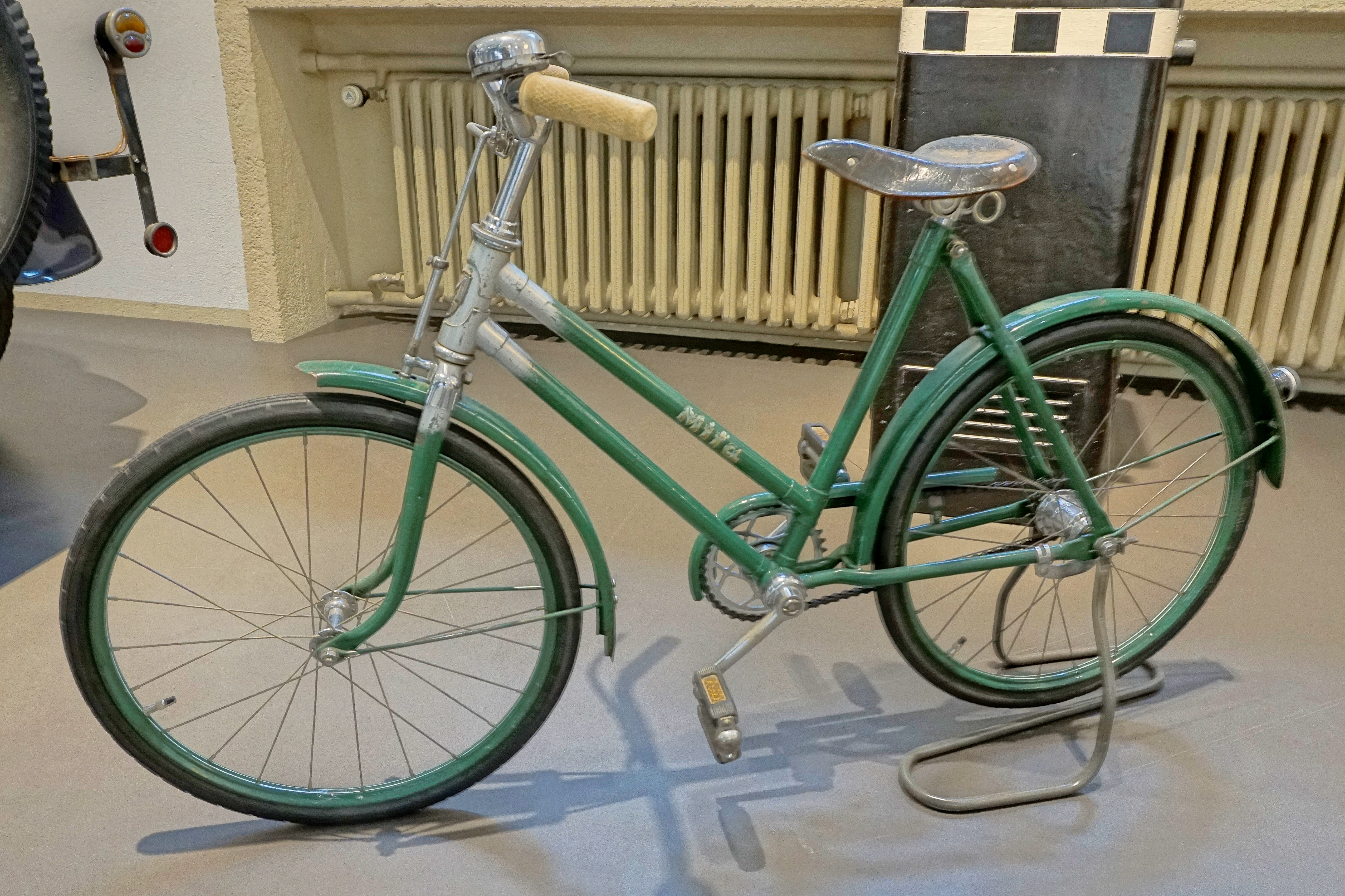
Mifa-kinderfiets "Model S 8", bouwjaar 1955 (Verkehrsmuseum Dresden)
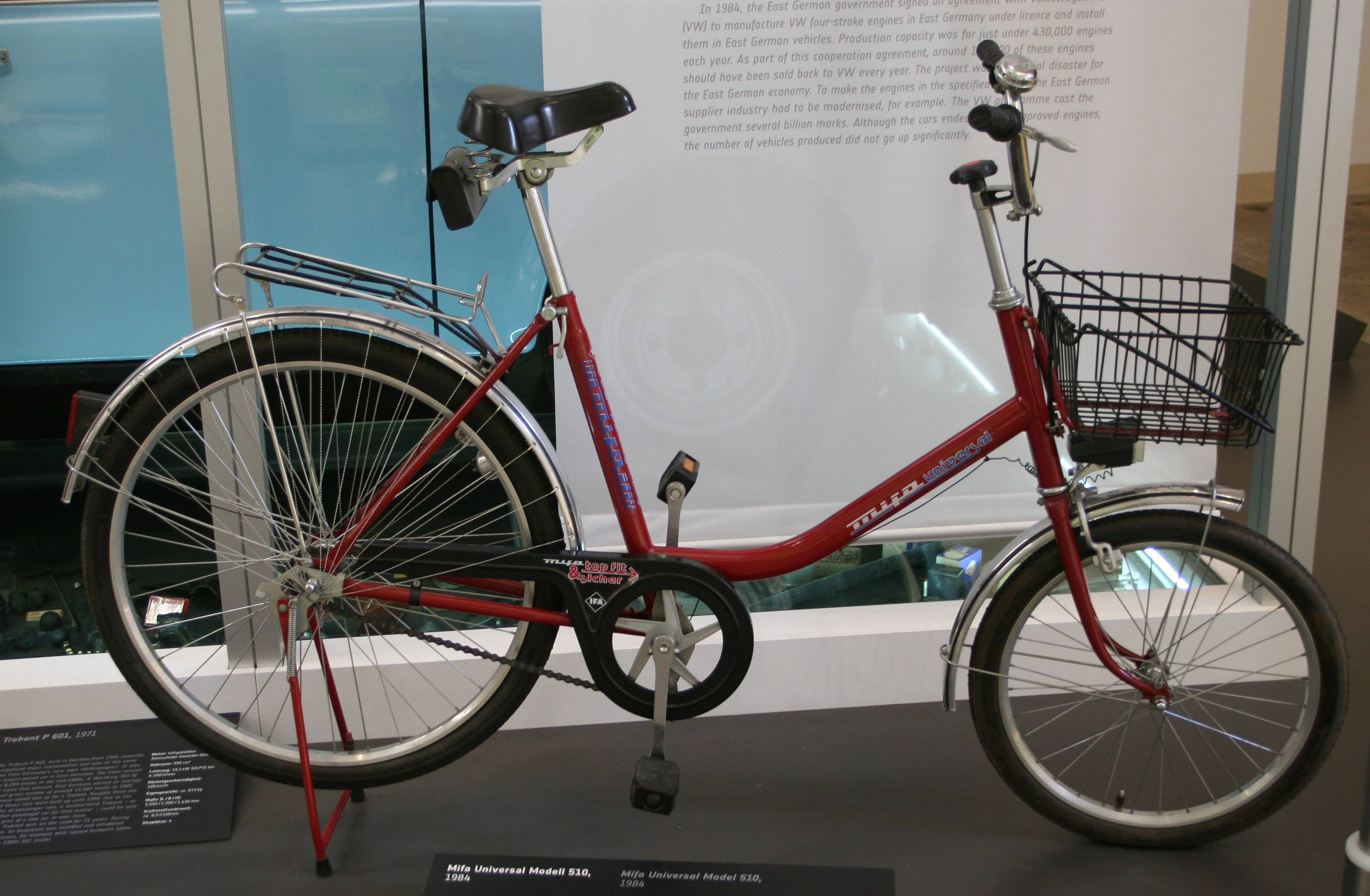
Mifa "Universal model 510 ", bouwjaar 1984 (Verkehrsmuseum Dresden)
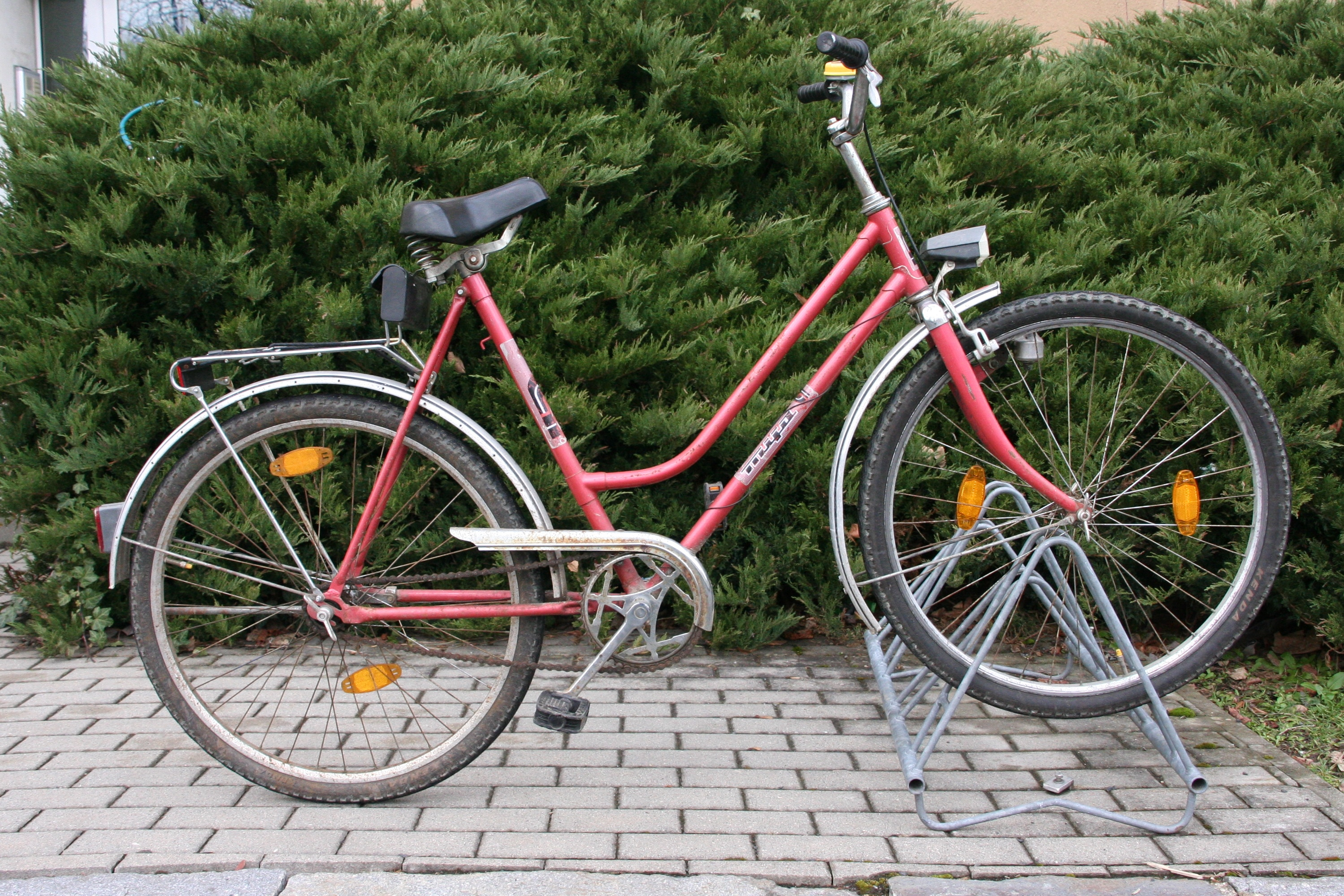
Mifa "Model 160", bouwjaar 1985
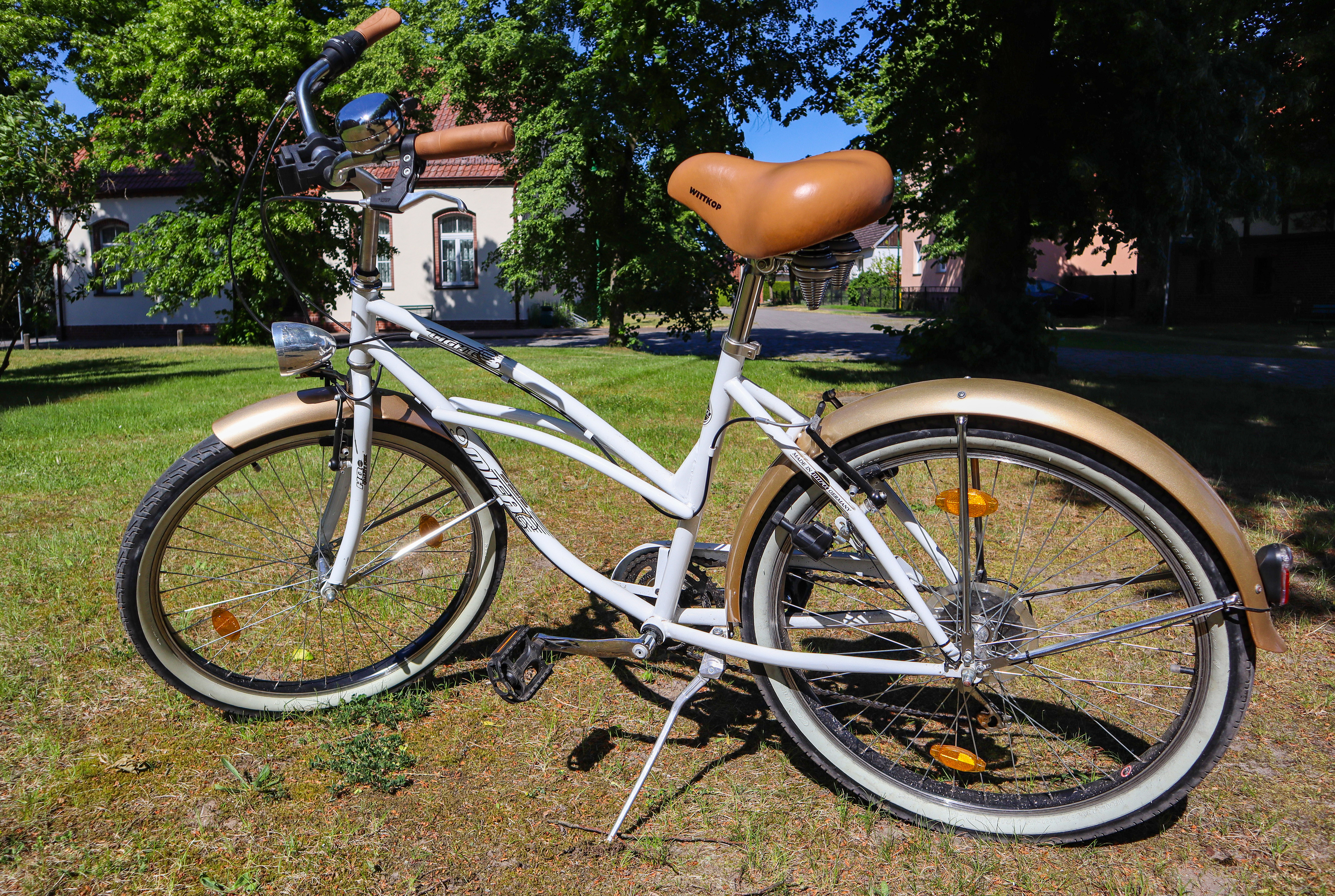
Beachcruiser voor dames
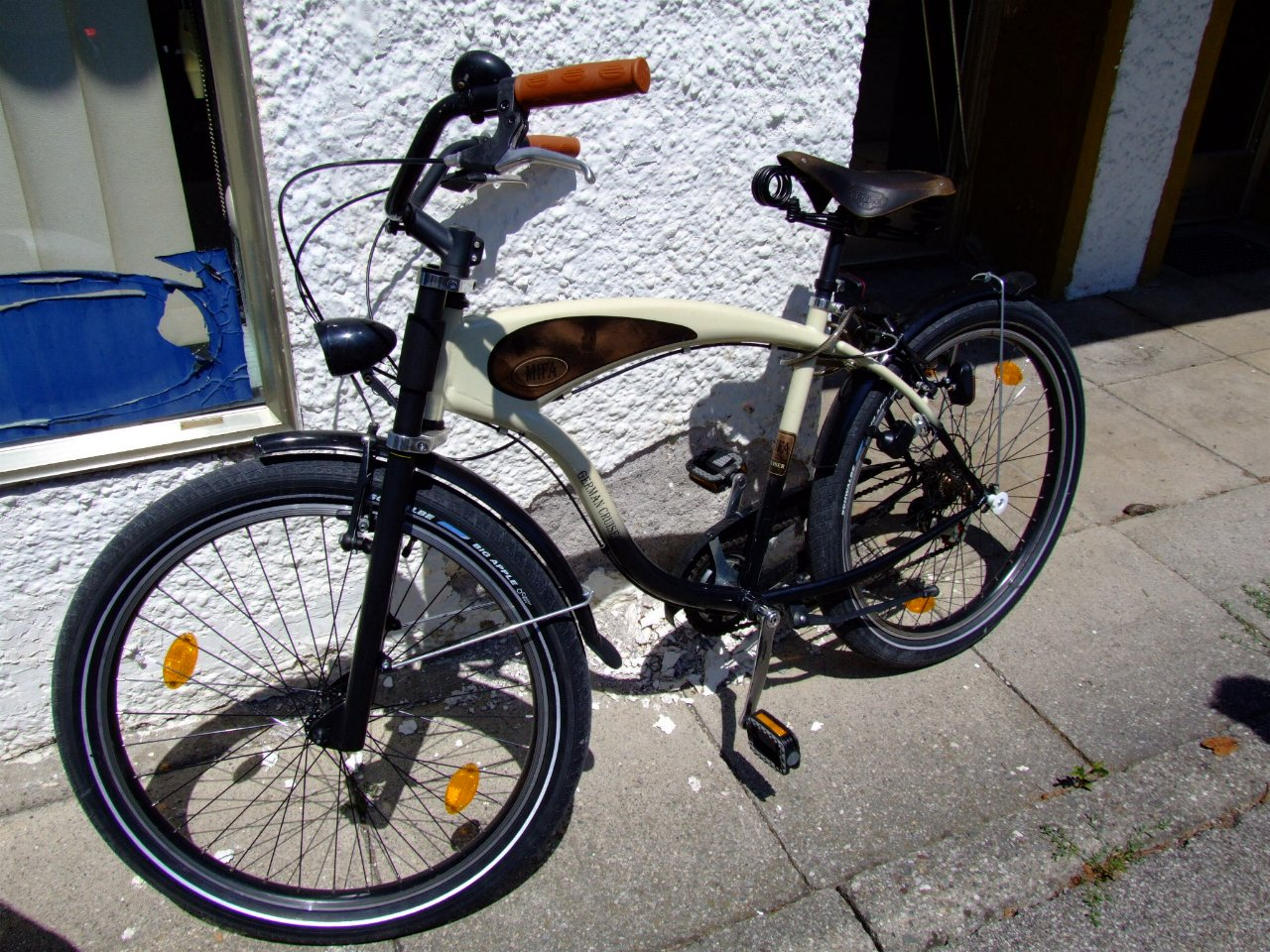
MIFA "German Cruiser", rond 2006
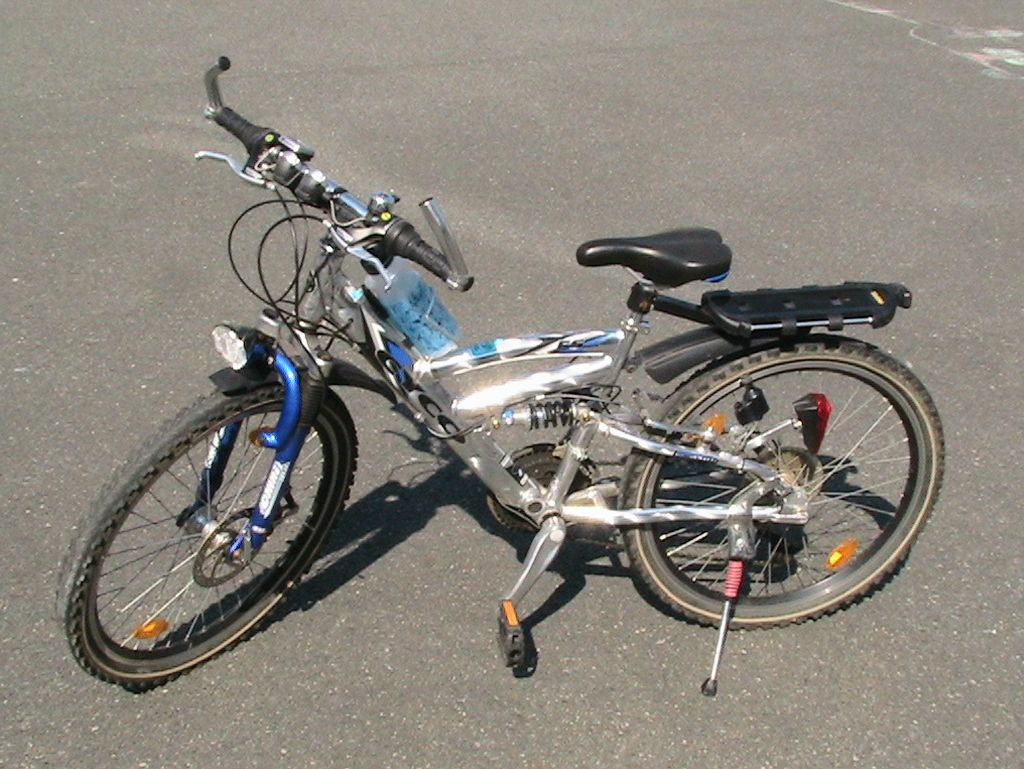
Cyco jeugdfiets, rond 2007
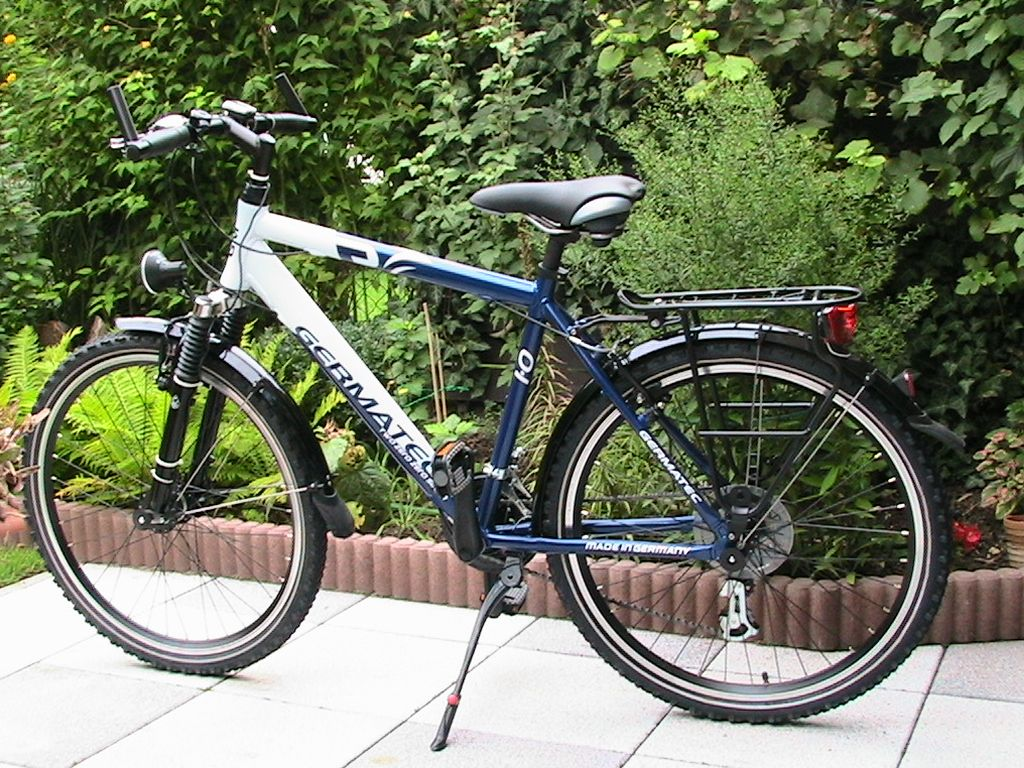
Germatec MTB, rond 2007
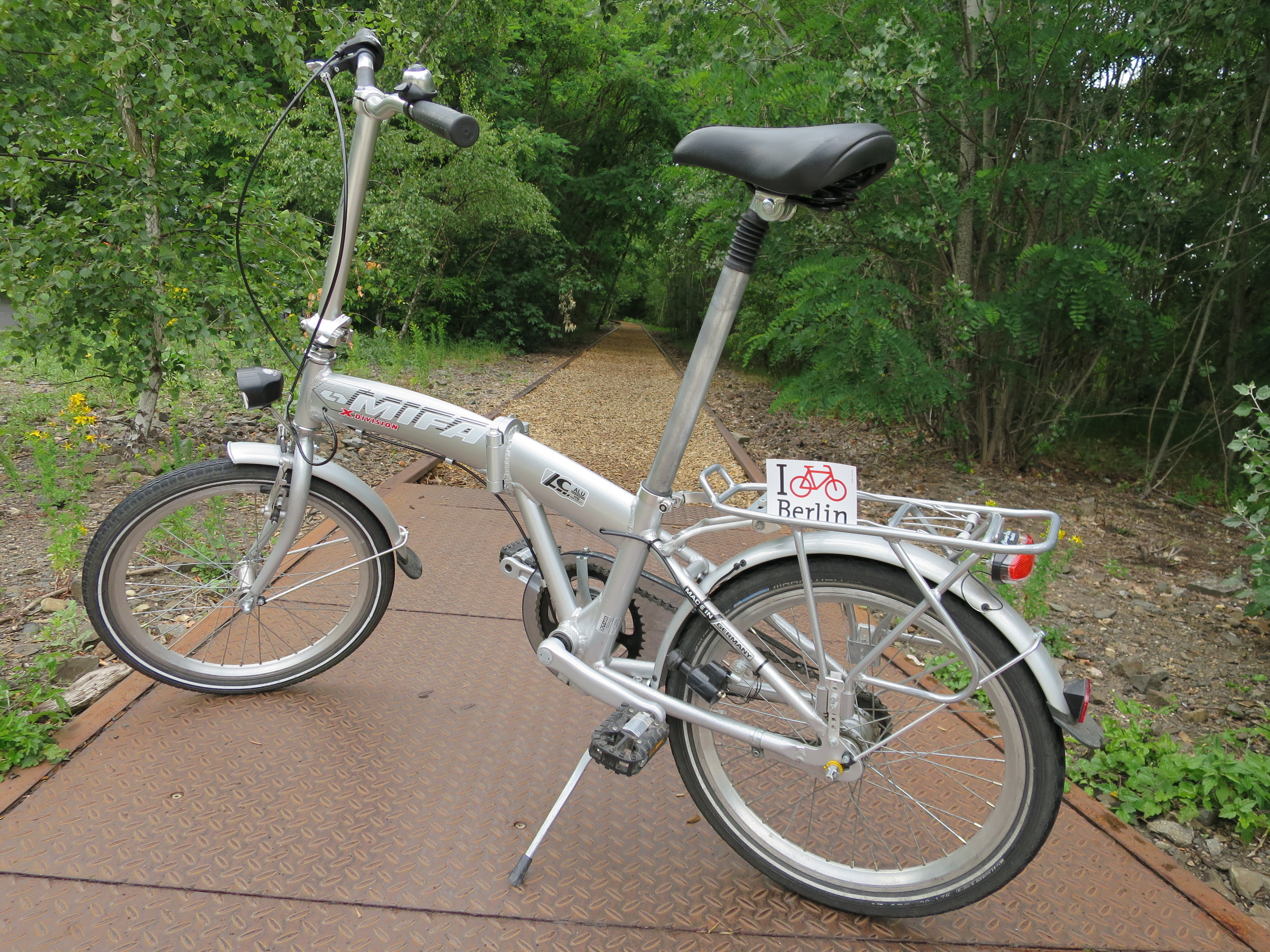
MIFA vouwfiets, rond 2015